# O Sobreiro
O Sobreiro é uma pintura a pastel sobre cartão da autoria do pintor e rei português Carlos de Bragança. Pintado em 1905 e mede 177 cm de altura e 91 cm de largura; representa um exemplar da árvore epónima.
A pintura pertence ao Museu da Fundação da Casa de Bragança de Vila Viçosa.